# Roost-Krenwik
Roost-Krenwik (Frans: Rosoux-Crenwick) is een dorp in de Belgische provincie Luik en een deelgemeente van de gemeente Berloz. Het was een zelfstandige gemeente tot het bij de fusie van 1977 toegevoegd werd aan de gemeente Berloz.
Roost-Krenwik ligt in het westen van de gemeente Berloz aan de taalgrens. De autosnelweg A3/E40 snijdt de deelgemeente doormidden. Ten noorden ervan bevindt zich de dorpskom van Roost terwijl ten zuiden ervan zich het landelijke gehucht Krenwik bevindt. Tot in 1984 had Roost net over de taalgrens met het Limburgse Jeuk een gemeenschappelijk station aan de spoorlijn van Brussel naar Luik.
Terwijl Roost een woondorp is met een vrij grote woonkern is Krenwik een Haspengouws landbouwdorp gebleven met enkele grote vierkantshoeven die vooral actief zijn in de akkerbouw, veeteelt en fruitteelt.

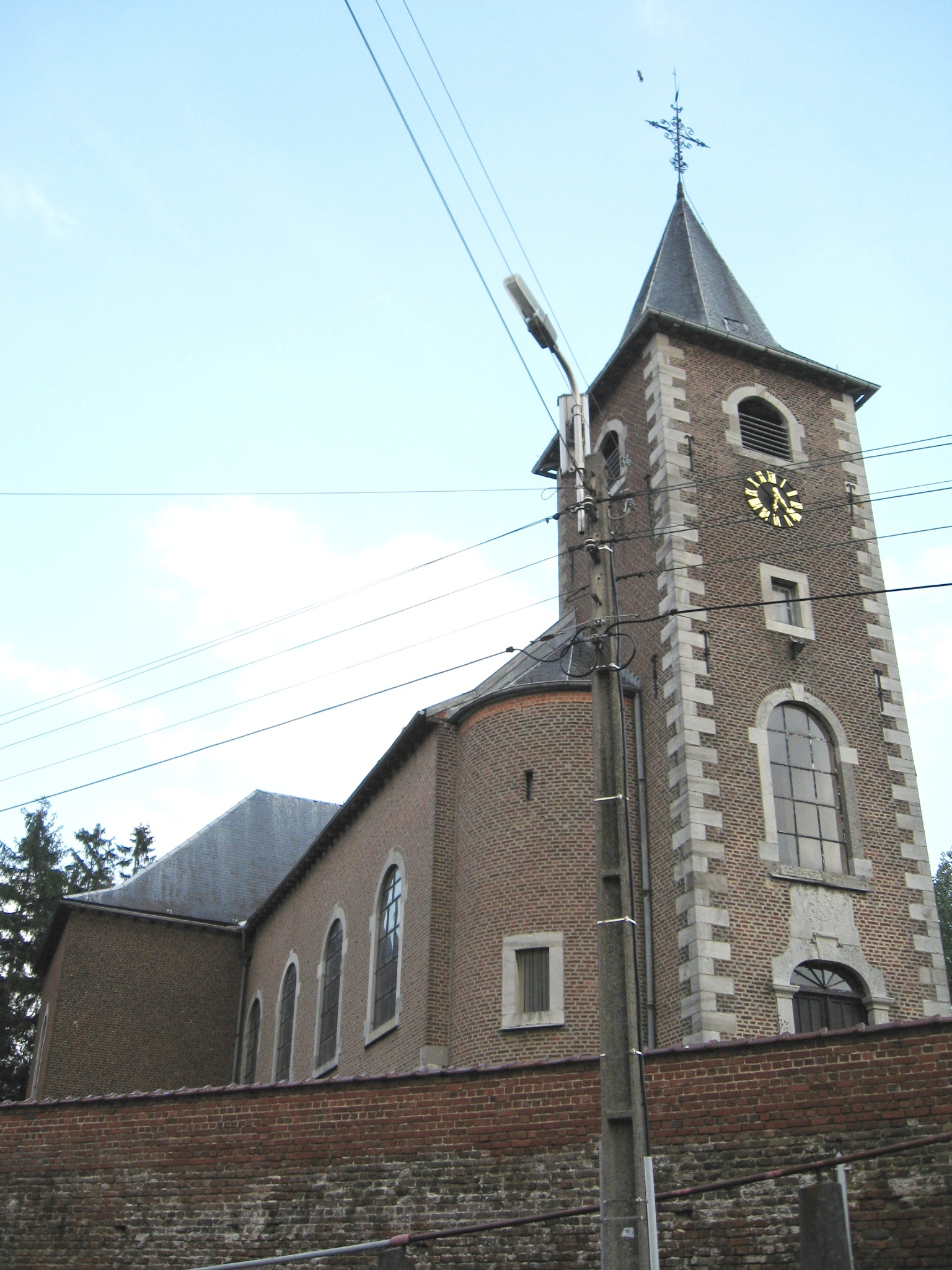
De Sint-Mauritiuskerk van Roost

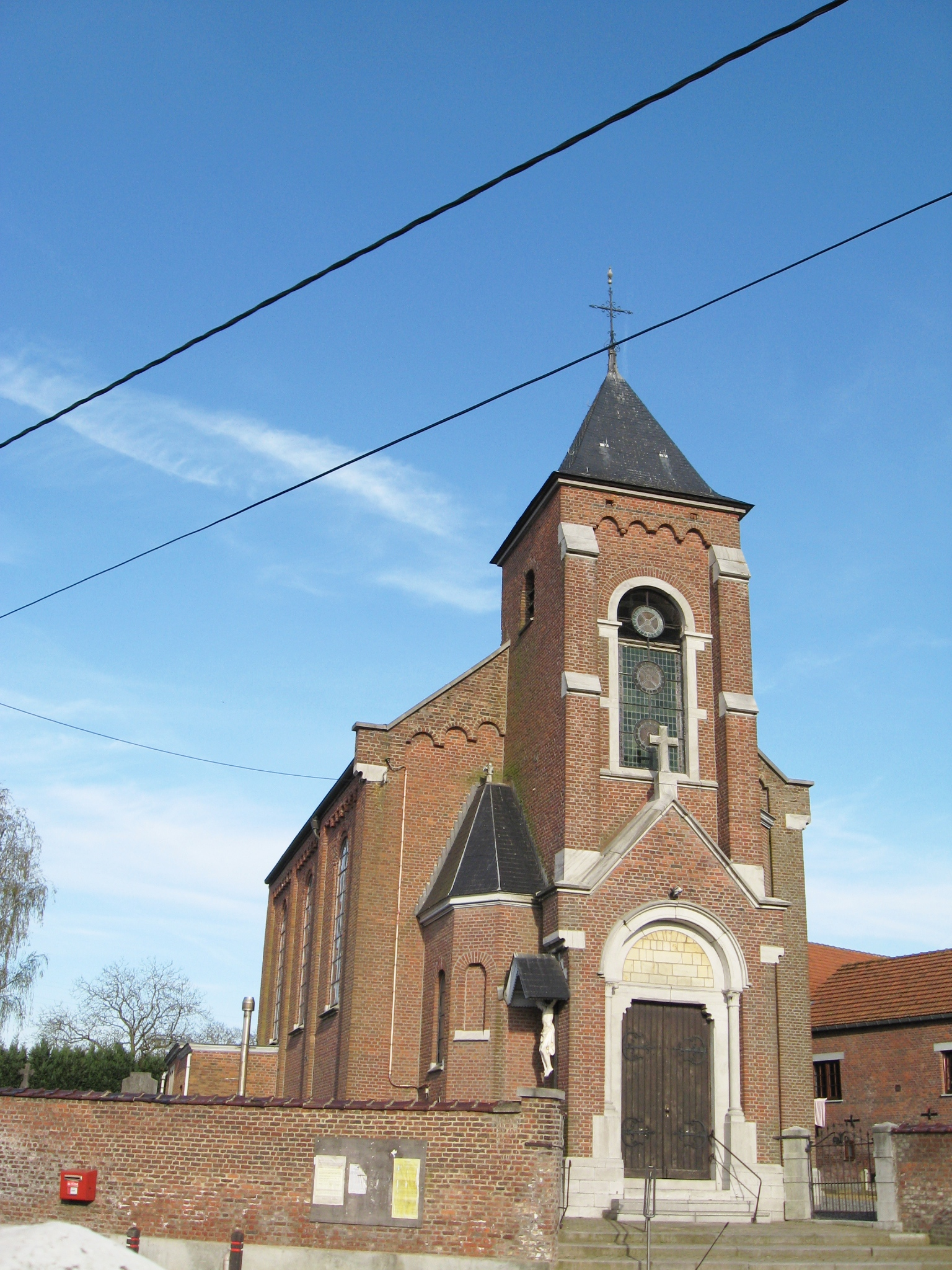
De Sint-Laurentiuskerk van Krenwik

## Geschiedenis
De gemeente Roost-Krenwik is in 1822 ontstaan door de fusie van de toenmalige gemeenten Roost en Krenwick en het bleef een zelfstandige gemeente tot in 1977.
Roost was een heerlijkheid die in het bezit was van het kapittel van Sint-Bartholomeus te Luik. Krenwik daarentegen hing af van de heerlijkheid Vorsen. Beide waren aanvankelijk Nederlandstalige dorpen maar verfransten vanaf het begin van de 19de eeuw.

## Demografische ontwikkeling
- Bronnen:NIS, Opm:1831 tot en met 1970=volkstellingen, 1976= inwoneraantal op 31 december

## Bezienswaardigheden
- Het Kasteel van Roost ligt in de dorpskom. Het kasteel heeft een park met enkele monumentale bomen.
- Tegen het park aan ligt de Sint-Mauritiuskerk, de parochiekerk van Roost.
- Bij het kasteel en de kerk ligt de pastorie. Samen bepalen zij het zicht van het dorp
- De Sint-Laurentiuskerk is de kerk van Krenwik dat een hulpparochie is binnen de parochie Roost-Krenwik. De kerk werd na een brand in 1989 gerestaureerd.

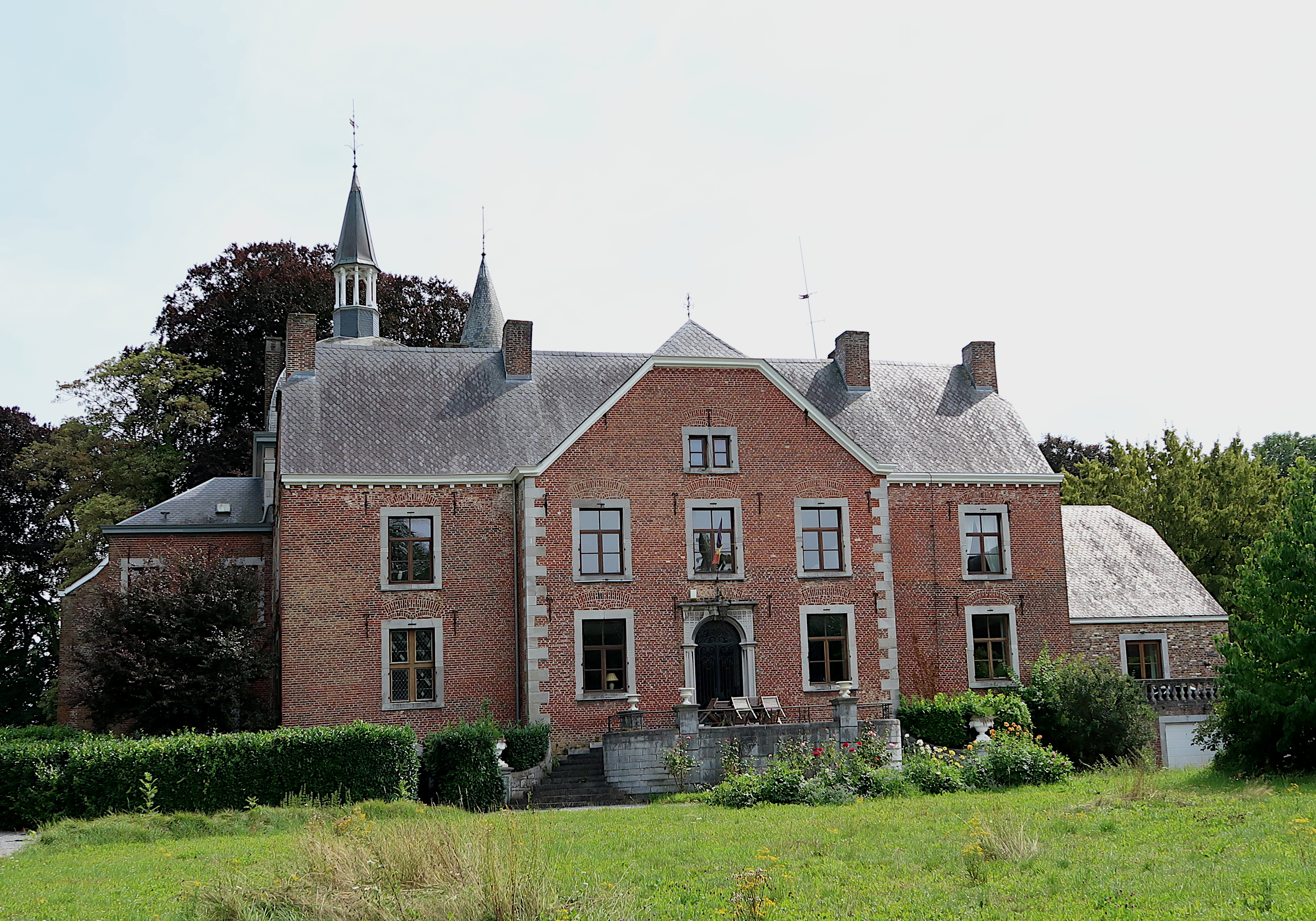
Kasteel van Roost (1707)
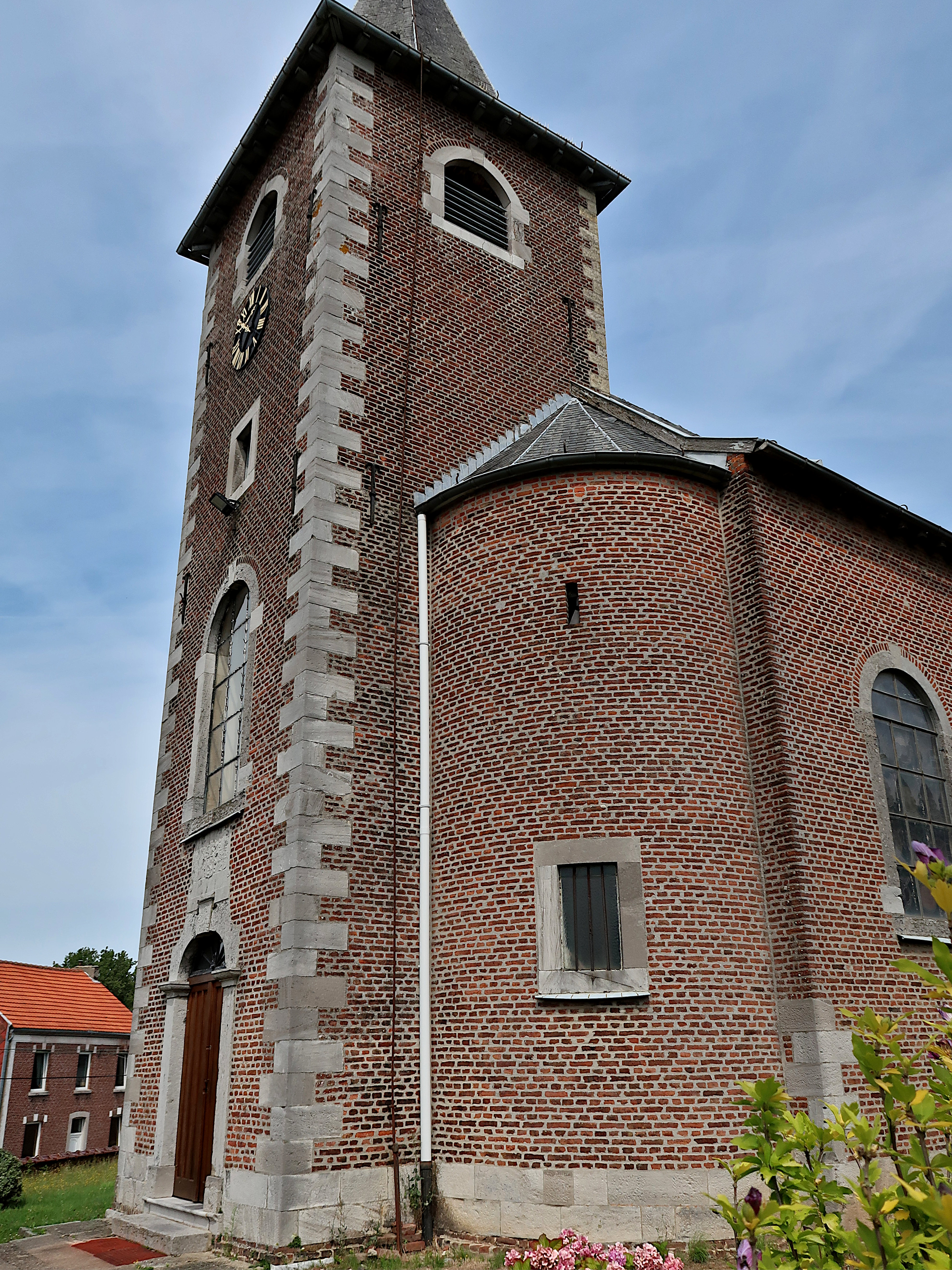
Sint-Mauritiuskerk van Roost
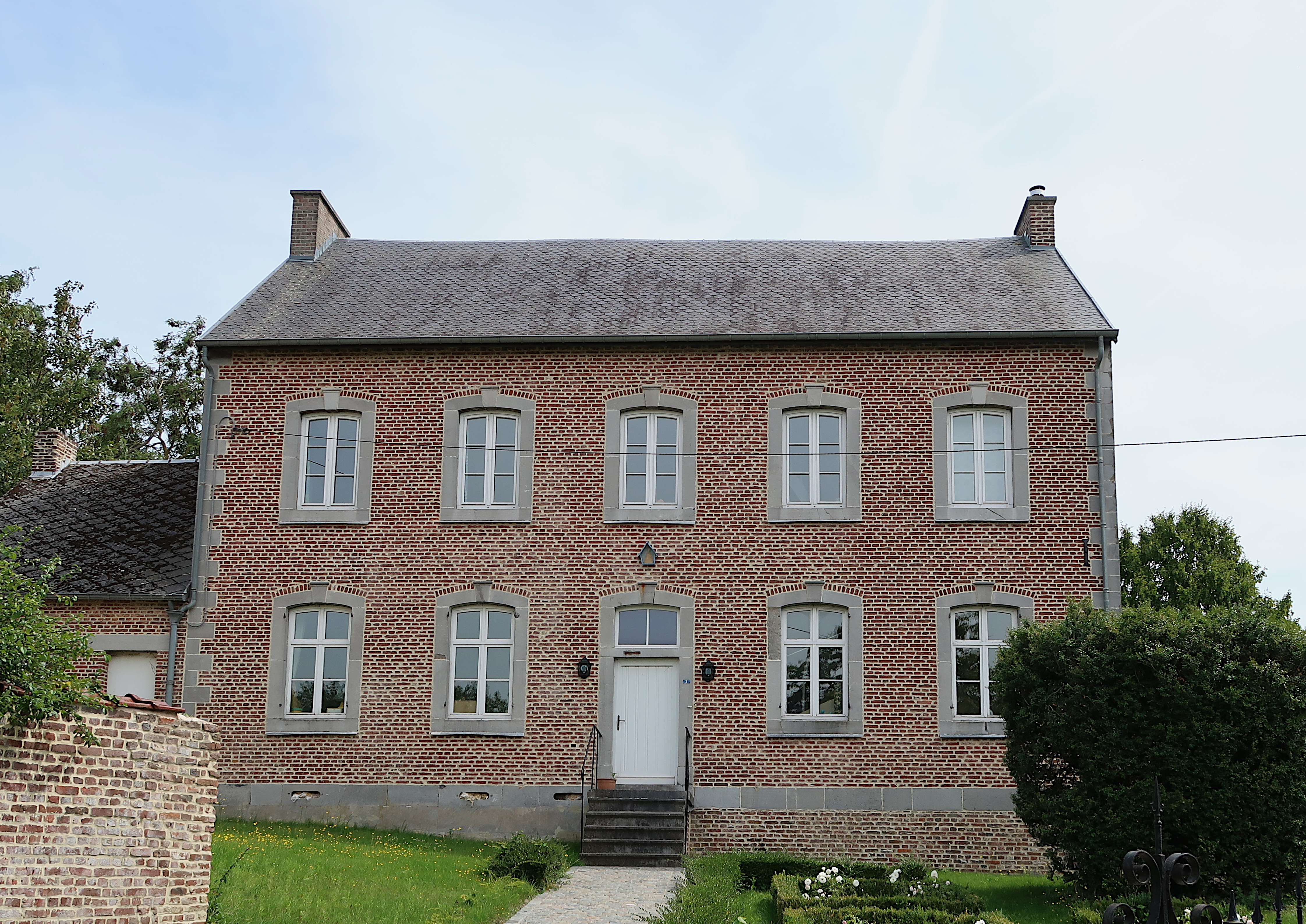
Pastorie van Roost (1777)

## Geboren in Roost-Krenwik
- Joseph Wauters, politicus
- Victor Beauduin, politicus

Deelgemeenten: Berloz · Corswarem · Roost-Krenwik

Overige dorpen en gehuchten: Hasselbroek · Krenwik · Roost · Jeuk-Station

Belgische gemeenten · arrondissement Borgworm · provincie Luik · Wallonië